# 吳樾 (演員)
吳樾（1976年4月25日—），曾用名吳越，男，河北張家口人，中国大陆演员，畢業於中央戲劇學院表演系97級，武術級别為武英級(國家健將級)，現為中國國家話劇院一級演員。代表作有《精武英雄陳真》、《連城訣》、《浪子燕青》、《歡天喜地七仙女》、《地下交通站》、《西遊記》等。

## 作品

### 電視劇

#### 參演
- 1994年《今生是親人》飾 高震寶
- 1995年《賀蘭雪》飾 皇太子宁令哥
- 2001年《七品欽差》飾 飛鷹
- 2001年《霍元甲》飾 陳真
- 2001年《楊門女將》飾 楊五郎
- 2001年《少年黃飛鴻》飾 梁威
- 2002年《精武英雄陳真》飾 陳真
- 2002年《太極王/太極英雄》飾 陳王廷
- 2002年《書劍恩仇錄》飾 趙半山
- 2002年《刺虎》 飾 陸虎臣
- 2003年《奔月》飾 太陽大哥
- 2003年《連城訣》飾  狄雲
- 2003年《醉俠張三》飾  張三
- 2004年《浪子燕青》飾  燕青
- 2004年《歡天喜地七仙女》飾 魚日
- 2004年《大汉风》飾 韓信
- 2005年《問君能有幾多愁》飾 趙光義
- 2005年《終極諜匪/三江大剿匪》飾 馬玉良
- 2005年《馬鳴風蕭蕭》飾 司空遠
- 2006年《少年包青天III之天芒傳奇》飾 耶律俊才
- 2006年《薛仁貴傳奇》飾 羅通
- 2006年《地下交通站》飾  蔡水根
- 2007年《打黑重案組》飾  姚晃
- 2007年《順娘》飾 李福財
- 2007年《東方霸主/江湖往事》飾 雷京生
- 2008年《生命有明天》飾 劉志勇
- 2008年《電腦娃娃》飾 英雄
- 2008年《反抗之真心英雄》飾  夏士傑
- 2009年《霧都獵狐》飾  雷啟明
- 2010年《我是傳奇》飾 關大鞍
- 2011年《西遊記》飾 孫悟空
- 2011年《護國軍魂傳奇》飾 馬玉文
- 2012年《蓮花》飾  天和
- 2013年《忽必烈傳奇》飾 阿里不哥
- 2013年《薛丁山》飾 舒寶同(蘇寶同)
- 2013年《小两口》飾  彭凱旋
- 2014年《新济公活佛之噬血石敢当》飾 大鹏师
- 2015年《大武當》飾  沐天亮/天一(2011年拍攝)
- 2015年《地雷战》飾 趙化龍
- 2016年《枪口》飾 欧阳峰
- 2016年《黄金血道》飾 朱一书
- 2016年《青云志》飾 普智
- 2016年《欢喜密探》飾 丁英勇 (客串)
- 2017年《女管家》(客串)
- 2018年《伙头军客栈》飾 吴教练(客串)
- 2019年《枪口之火线孤城》饰 白胜
- 2019年《陆战之王》饰 杨俊宇
- 2020年《烈火战马》饰 赵大旗 (兼任"導演"、"出品人")
- 2022年《风云战国之枭雄》(纪录片)饰 李牧
- 2023年《天启异闻录》（网络剧）饰 伯顏
- 2024年《南来北往》饰 楊所長
- 2024年《又见逍遥》（网络剧）饰 酒剑仙
- 2024年《藏海花》（网络剧）饰 馬平川
- 2025年《爱你》饰 丁先生(客串)
- 2025年《凡人修仙传》（网络剧）饰 越皇
- 待播中《大生意人》
- 待播中《逍遥》
- 待播中《实用主义者的爱情》
- 待播中《哪吒与杨戬》飾 李靖

#### 出品人
- 2020年《恋上喵星人》(網絡劇)(兼任"總总监"、"總製片人")

### 電影

#### 參演
- 2001年《蜀山正傳》飾 文奇
- 2001年《天天天藍》飾 謝永
- 2002年《老鼠愛上貓》飾 龐昱
- 2004年《幻境靈狐/家有狐妻》飾 石大璞
- 2005年《太行山上》飾 陳錫聯
- 2005年《聊齋誌異之連鎖》飾 王燕客
- 2006年《血濺三岔口》飾 劉利華
- 2006年《女神捕之迷局》飾 曹一風
- 2007年《女神捕之絕境》飾 曹一風
- 2007年《遊俠紅牡丹》飾 紅牡丹文浩
- 2008年《水滸英雄譜》之《雷横與朱仝》飾 雷横
- 2008年《盤尼西林1944》飾 小鄭
- 2008年《武術班》飾 吳傑 (武術教練)
- 2008年《泰山功夫》飾 石小義
- 2009年《孤島秘密戰》 飾 日本生物學家
- 2009年《大兵小將》飾 劫匪
- 2009年《尋找成龍》飾 武術老師
- 2010年《武術班之中國功夫》飾 高健
- 2010年《李小龍》飾 黃梁
- 2011年《錢學森》飾 張工農
- 2013年《制服》飾 張大標
- 2014年《侠捕》飾 萧长风
- 2013年《警察故事2013》飾 阿越
- 2015年《賭城風雲II》飾 鬼影
- 2015年《王朝的女人·楊貴妃》飾 李瑛
- 2015年《擦槍走火》飾 牛哥
- 2015年《石頭俠》飾 石頭
- 2016年《仙班校园》(網絡電影) 飾 呂洞賓
- 2016年《寒戰II》飾 胡天聞
- 2016年《仙班校园2》(網絡電影) 飾 呂洞賓
- 2016年《王牌逗王牌》 飾 鐵鷹
- 2016年《冒牌卧底》飾 阿杰（狼哥）
- 2017年《特戰王妃》  飾 南宮粟
- 2017年《荡寇风云》飾 楊超
- 2017年《建军大业》饰 张国焘
- 2017年《殺破狼·貪狼》飾 崔杰
- 2017年《狂獸》飾 嚴志德（阿德）
- 2018年《我說的都是真的》飾 韓志剛
- 2018年《祖宗十九代》飾 夸父
- 2018年《英雄本色2018》飾 皮筋
- 2018年《武林怪兽》飾 王超
- 2019年《老师·好》(客串)
- 2019年《中国机长》
- 2019年《葉問4：完結篇》飾 萬宗華
- 2021年《愤怒的黄牛》(網絡電影) 飾 巴图
- 2022年《斷金》(網絡電影) 飾 雷戰軍/雷戰笙
- 2022年《张三丰》(網絡電影) 飾 張君寶（張三丰）
- 2023年《天龙八部之乔峰传》飾 慕容复
- 2023年《可不可以不要離開我》
- 2023年《王牌替身》(網絡電影) 飾 王梓
- 2024年《挡马夺刀》(網絡電影) (兼任"总监")飾 楊業
- 2024年《好运来》 飾 直升机驾驶员
- 待上映《东北往事之二十年》
- 待上映《運鈔大劫案》(網絡電影)
- 待上映《伪钞重案》(網絡電影)

#### 监制
- 2024年《挡马夺刀》(網絡電影)
- 2025年《笑傲江湖》(網絡電影)

### 話劇
- 《英雄》飾 蕭寒陽
- 《孫飛虎搶親/西廂記外傳》飾 孫飛虎/鄭恒
- 《大宅門》飾 白景琦
- 《典籍里的中国》飾 伍子胥、姬发、毛萇
- 《斯文江南》飾 吳承恩
- 《中國中醫藥大會》飾 李時珍/樓之岑
- 《簡牘探中華》飾 司馬韜
- 《詩畫中國》飾 吳愈
- 《寄生蟲》話劇版 飾 金基澤

### 歌曲
- 《英雄》(《浪子燕青》插曲、《武術班》主題曲) 詞：吳樾　 曲：天華
- 《功夫小子》(《醉俠張三》主題曲) 詞/曲：李斌
- 《我想念你》詞：吳樾　 曲：胡海泉
- 《冬雪》詞：吳樾　 曲：胡海泉
- 《大雨》詞/曲：孟幀浩
- 《無可替代》詞：吳樾/YOKA　 曲：李威樂
- 《武越滄海》詞：吳樾/盧世偉　 曲：遠航　 R&P：吳樾
- 《不靠譜》詞：楊帆/吳樾　 曲：楊帆
- 《多保重》(張紀中版新西遊記插曲) 詞：車行　 曲：許鏡清
- 《獸》（電影狂獸宣傳推廣曲）詞：瀟彬 曲：Walter Wong/Ron Cheng
- 《名揚》（電影葉問4推廣曲） 詞：Chery1/吳樾     曲：李咸樂
- 《莫要狂》（電影斷金主題曲）詞/曲：張煜楓

## 家庭
2015年，吴樾和刘晶结婚，2016年，女儿吴狄妮出生。

## 獲獎
- 2009年第九屆數字電影百合獎--電視電影十年‧動作類觀眾最喜爱男演員
- 2010年中國影響2010時尚盛典--最美2010年度影視活力大獎
- 2011年南方盛典-年度影視頒獎禮--2011年度表演突破
- 2011年中國影響2011時尚盛典--年度領潮男星
- 2012年第五屆上海大學生電視節--最佳男主角
- 2020年第十六屆中美電影節 金天使獎--年度最佳男配角
- 第四屆新時代電影節--新時代最佳動作演員（提名）
- 第59屆亞太影展--最佳動作演員

## 運動員獎項
- 1993年参加全國第七屆運動會，被國家授予“武英級”。
- 1994年6月在“全國武術錦標賽”奪得一類拳術“八極拳”冠軍。
- 1995年在“第五屆全國少數民族運動會”上為寧夏代表團取得一枚銀牌。
- 1996年参加“國家個人精英賽”獲得“八極拳”第一名。
- 1997年在“全國第八屆運動會”上獲得“南拳”第五名。
- 1998年至1999年参加北京市高校武術邀請賽共獲五個冠軍。

## 外部連結
- 吳樾的新浪博客
- 吳樾的新浪微博